# Conacul familiei Lazo
Conacul familiei Lazo este un monument de arhitectură de importanță națională din satul Piatra, raionul Orhei (Republica Moldova), construit în a doua jumătate a secolului al XIX-lea. 
Conacul are un stil arhitectural apropiat de cel al caselor țărănești, cu amplasarea odăilor în jurul holului central. Ultimii boieri proprietari au fost Gheorghe și Elena Lazo, părinții „eroului legendar” al Războiului Civil din Rusia, Serghei Lazo. În perioada interbelică, în conac a fost amenajată școala, iar în 1967–68, după transferarea școlii în sediul nou, conacul a fost reconstruit și transformat într-un muzeu dedicat „eroului”, fiind și filială a Muzeului Național de Istorie. 
În mai 2006 complexul a fost vizitat de președintele Republicii Moldova de atunci, Vladimir Voronin, fiind începută reconstrucția complexului, iar în iulie 2007 guvernul comunist a alocat 3,9 milioane de lei pentru reconstrucția casei „eroului sovietic”. În 2008, alte 1,2 milioane de lei au fost alocate de la bugetul de stat pentru reconstrucție.

## Vezi și
- Lista conacelor din Republica Moldova